# Гурукула
Гуруку́ла — индуистская школа, одна из разновидностей школы-интерната. Традиционно, в гурукулах студенты или ученики жили в ашраме своего гуру. Гурукула была местом, где ученики жили вместе на равных, независимо от своего социального положения. Они обучались у гуру и  могли служить ему в повседневной жизни, стирая его одежду, приготавливая ему пищу и т. д., таким образом постигая науку управления бытом и хозяйством.
Эта традиция передачи знания от учителя к ученику, называемая парампарой, исторически являлась частью индуизма, но позже была заимствована и адаптирована другими индийскими религиями. Студенты не платили гуру за обучение, но перед приемом в ученики давали ему пожертвование, называемое гуру-дакшина. Гуру-дакшина было подношением ученика или его родителей гуру перед тем, как поселиться в ашраме. Иногда пожертовование подносилось в виде драгоценного металла равного по весу ученику на момент приема в обучение. Часто, если такой возможности у ученика и его семьи не было, но учитель видел способности ученика и имел возможность содержать его за счет средств, он мог назначить символическое или посильное для ученика пожертвование.
Во времени начала европейской колонизации Индии, система гурукул практически прекратила своё существование, за исключением некоторых отдалённых сельских регионов. Так в Керале военная каста наиров поддерживала сохранение гурукул в «каларипаятту» вопреки гонениям иноземных властей. Кроме этого в Керале сохранялась традиция гурукул при обучении искусствам Натьи: музыке, танцу и др.
В настоящее время в Индии существует много гурукул, следующих древней традиции. Правительство Индии оказывает финансовую поддержку и всякое содействие в создании гурукул, основанных на индуистской системе образования, согласно которой учителя не получают от студентов плату за преподавательскую деятельность. Ведущей правительственной организацией, оказывающей поддержку в создании и поддержании гурукул, является «Сандипани» в городе Удджайн. Эта организация получила своё название в честь гуру Кришны, — риши Сандипани. В частности, она помогает студентам гурукул подготовиться к экзаменам в санскритские университеты.
Система гурукул также поддерживается рядом индуистских организаций и течений, например Международным обществом сознания Кришны. В Индии и за её пределами существует сеть гурукул Ананда Марги. Другим примером современной гурукулы может служить Колледж Вивекананды в Мадурае.
Вайшнавское Движение Сваминараян основало международную социально-духовную благотворительную организацию «Шри Сваминараян гурукул», которая имеет 14 филиалов по всему миру. В Индии крупные гурукулы Движения Сваминараян имеются в Хайдарабаде, Андхра-Прадеш и в Бангалоре, Карнатака.